# Atletismo nos Jogos Pan-Americanos de 2003 - 400 m feminino
A prova dos dos 400 m rasos feminino nos Jogos Pan-Americanos de 2003 foi realizada em 8 de agosto de 2003, com as eliminatórias realizadas no dia anterior. Hazel-Ann Regis ganhou a única medalha de prata de Granada nos jogos.

## Calendário
| Data        | Fase          |
| ----------- | ------------- |
| 7 de agosto | Eliminatórias |
| 8 de agosto | Final         |

## Medalhistas
| Ouro   | MEX Ana Guevara     |
| Prata  | GRN Hazel-Ann Regis |
| Bronze | GUY Aliann Pompey   |

## Recordes
Recordes mundial e pan-americano antes da disputa dos Jogos Pan-Americanos de 2003.
| Tipo                             | Atleta             | Tempo | Local    | Data                |
| -------------------------------- | ------------------ | ----- | -------- | ------------------- |
|                                  | Marita Koch        | 47.60 | Canberra | 6 de agosto de 1985 |
| Recorde dos Jogos Pan-Americanos | Ana Fidelia Quirot | 49.61 | Havana   | 5 de agosto de 1991 |

## Resultados
| Posição | Atleta                       | Eliminatórias | Eliminatórias | Final |
| Posição | Atleta                       | Tempo         | Posição       | Tempo |
| ------- | ---------------------------- | ------------- | ------------- | ----- |
| 1       | MEX Ana Guevara              | 52.22         | 2             | 50.36 |
| 2       | GRN Hazel-Ann Regis          | 52.21         | 1             | 51.56 |
| 3       | GUY Aliann Pompey            | 52.23         | 3             | 52.06 |
| 4       | CUB Libania Grenot           | 52.37         | 4             | 52.23 |
| 5       | USA Me'Lisa Barber           | 52.62         | 5             | 52.53 |
| 6       | JAM Novlene Williams         | 52.76         | 7             | 52.83 |
| 7       | USA Moushami Robinson        | 52.23         | 6             | 52.96 |
| 8       | JAM Michelle Burgher         | 53.13         | 8             | 53.26 |
|         |                              |               |               |       |
| 9       | BRA Josiane Tito             | 53.18         | 9             |       |
| 10      | BRA Geisa Coutinho           | 53.23         | 10            |       |
| 11      | COL Patricia Libia Rodríguez | 53.41         | 11            |       |
| 12      | MEX Mayra González           | 53.53         | 12            |       |
| 13      | TRI Adia McKinnon            | 54.24         | 13            |       |
| 14      | DOM Clara Hernández          | 55.22         | 14            |       |
| 15      | GRN Jackie-Ann Morain        | 56.30         | 15            |       |
| 16      | COL Mirtha Brock             | 1:01.79       | 16            |       |
| —       | VEN Eliana Pacheco           | DNF           | —             |       |
| —       | BAH Tonique Williams-Darling | DNS           | —             |       |